# Major megye
Major megye az Amerikai Egyesült Államokban, azon belül Oklahoma államban található. Megyeszékhelye és legnagyobb városa Fairview. Lakosainak száma 7782 fő (2020. április 1.). Major megye Woods, Alfalfa, Garfield, Kingfisher, Blaine, Dewey és Woodward megyékkel határos.

## Népesség
A megye népességének változása:
| Lakosok száma | 7505 | 7607 | 7667 | 7683 | 7771 | 7782 |
|               | 2010 | 2011 | 2012 | 2013 | 2015 | 2020 |